# Oceana (Schiff, 1913)
Die Oceana war ein Passagierschiff, das 1913 als Sierra Salvada der Sierra-Klasse für den Norddeutschen Lloyd gebaut wurde. Im Ersten Weltkrieg wurde das Schiff von Brasilien beschlagnahmt und in den Folgejahren mehrfach verkauft. 1927 kaufte die Hamburg-Amerikanische Packetfahrt-Actien-Gesellschaft das Schiff aus Italien an, um es unter dem Namen Oceana neben den vor allem den amerikanischen Markt bedienenden Resolute und Reliance als Kreuzfahrtschiff für europäische Kunden einzusetzen. Ab 1934 wurde die Oceana für KdF-Fahrten der Deutschen Arbeitsfront eingesetzt, an die das Schiff auch 1938 verkauft wurde.
Die 1945 von den Briten in Flensburg beschlagnahmte Oceana wurde als Truppen- und Gefangenentransporter eingesetzt und erlitt im Oktober 1945 in der Nordsee einen Minentreffer. Nach Reparatur wurde sie 1946 an die Sowjetunion abgegeben und war dort unter dem Namen Sibir bis 1958 im Dienst. Damit war sie das am längsten eingesetzte Schiff der Sierra-Klasse.

## Geschichte
Die beim Bremer Vulkan gebaute Sierra Salvada war der vierte der neuen Kombischiffe der Sierra-Klasse, mit der der Norddeutsche Lloyd ab 1912 versuchte, einen höheren Anteil am Passagierverkehr nach Südamerika zu gewinnen. Mit einer Passagiereinrichtung für 115 Fahrgäste in der I. Klasse und 74 in der II. Klasse sowie einer Zwischendeckskapazität für 1200 Auswanderer führte die Sierra Salvada am 1. März 1913 ihre Jungfernfahrt nach Argentinien durch. Das 8227 BRT große Kombischiff hatte eine Tragfähigkeit von 8800 tdw.  Angetrieben von zwei Dreifach-Expansions-Dampfmaschinen von 4200 PS lief das Schiff 13 kn und benötigte 160 Mann Besatzung.
Die Sierra Salvada wurde nach Beginn des Ersten Weltkriegs im August 1914 in Rio de Janeiro interniert und 1917 von der brasilianischen Regierung beschlagnahmt. Sie kam als Avaré für den Lloyd Brasileiro in Fahrt und wurde nach dem Krieg auf der Route von Brasilien nach Hamburg eingesetzt. Am 22. Juni 1922 kenterte die Avaré beim Ausdocken in der Hamburger Vulcan-Werft. Dabei kamen 39 Mann ums Leben.
Das zwei Monate später wieder gehobene Schiff wurde aufgelegt und kam nach Reparatur und Umbau – jetzt mit zwei Schornsteinen – im Juli 1924 als Peer Gynt für die Reederei Viktor Schuppe, Stettin, in Fahrt, die sie auf Kreuzfahrten für bis zu 284 Passagiere einsetzte.
Die Peer Gynt lief am 15. August 1924 von Stettin zur ersten Norwegenfahrt aus, der am 4. September noch eine weitere folgte. Dann wurde sie nach Hamburg verlegt, wo am 17. September eine vierwöchige Mittelmeerfahrt begann. 1925 war das Schiff überwiegend im Mittelmeer eingesetzt. Trotz massiver Aufwendungen, die Presse zu lobender Berichterstattung über sein Schiff zu gewinnen, stellte sich der Erfolg für Schuppe nicht ein und er verkaufte das Schiff im Dezember 1926 nach Italien an die Sitmar-Line. Dort wurde sie in Neptunia umbenannt, gelangte aber schon im September 1927 durch Ankauf durch die Hapag wieder unter deutsche Flagge.

## Einsatz derOceana
Das angekaufte Schiff wurde in Oceana umbenannt und war das dritte Schiff der Hapag dieses Namens. Die erste Oceana war ein von der Kingsin-Linie übernommener Frachtdampfer, der 1903/1904 nur kurzzeitig eingesetzt wurde. Die zweite Oceana war der 1905 angekaufte britische Dampfer Scot, der wegen seines yachartigen Aussehens nur für Luxusreisen eingesetzt wurde. Anfangs für Reisen im Mittelmeer und Anreisen für Luxusreisen auf dem Nil vorgesehen, wurde sie nach dem Verlust der Prinzessin Victoria Luise vor Jamaika vor allem für Westindien-Kreuzfahrten eingesetzt. 1911 wurde sie wieder verkauft.
Die neue Oceana wurde nach Umbau bei Blohm & Voss weiter im Mittelmeer eingesetzt und hatte (wie die Lützow des Norddeutschen Lloyds bereits im Vorjahr), ein Junkers-F-13-Schwimmerflugzeug an Bord, mit dem die Passagiere Rundflüge in den Anlaufhäfen unternehmen konnten. 1928 führte sie für die Hapag fünf Mittelmeerfahrten (zum Teil bis ins Schwarze Meer), drei Norwegenfahrten und im August eine 17-tägige Ostseefahrt durch.
Danach wurde noch vom 5. bis 30. September eine „Atlantik-Kreuzfahrt“ von Hamburg über Southampton, Portugal, Madeira nach Teneriffa und zurück über Nordafrika, Spanien und die Isle of Wight angeboten. Für diese Fahrt soll erstmals der Begriff „Kreuzfahrt“ verwandt worden sein. In den folgenden Jahren wurden ähnliche Programme angeboten.

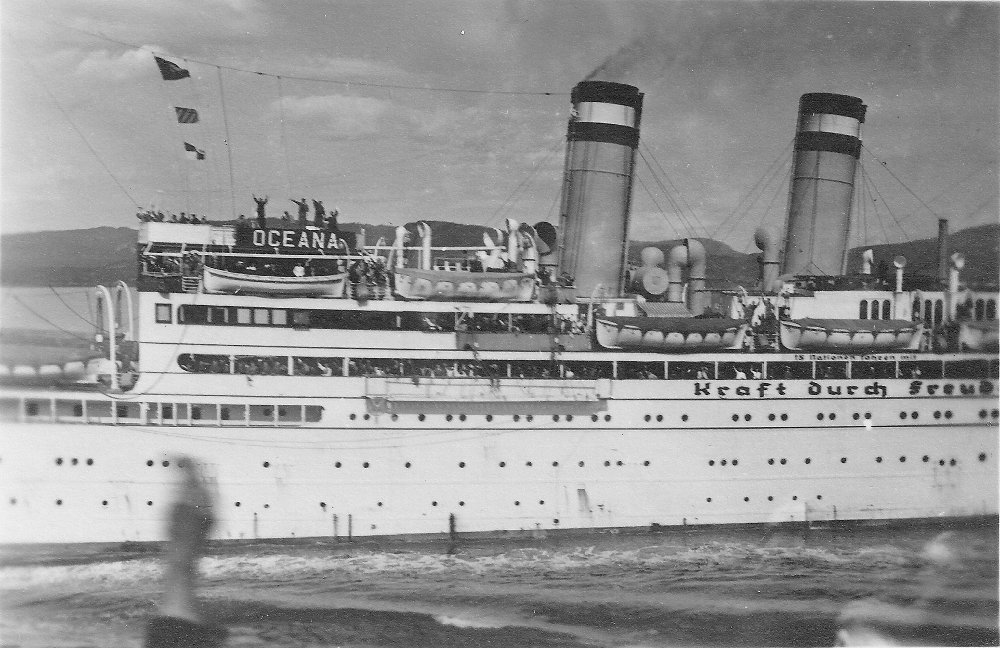
Als Oceana

Das Kreuzfahrtschiff der Hapag führte ab 1934 KdF-Fahrten für die Deutsche Arbeitsfront (DAF) jetzt mit bis zu 700 Passagieren durch. 1938 wurde das Schiff auch an die DAF verkauft. Sie nahm an der sogenannten 1. Madeira-Fahrt der DAF teil, bei der am 15. März 1935 ab Hamburg auch Sierra Cordoba, Der Deutsche, Stuttgart und St. Louis teilnahmen. Neben kurzen Fahrten nach Norwegen und den längeren Atlantikfahrten wurden ab Herbst 1935 auch Mittelmeerfahrten ab Genua angeboten, wohin die Oceana im Winter verlegt wurde. Im Juni 1939 gehörte die Oceana zur Flotte der DAF, die die Legion Condor aus Spanien zurückführte.

## Kriegseinsatz und weiteres Schicksal
Als 1939 Wohnschiff der Kriegsmarine lag die Oceana in Gotenhafen, später Stettin.  Mit Marinesoldaten und über 1000 Flüchtlingen an Bord gelangte die Oceana am 31. Januar 1945 in die westliche Ostsee. 1945 wurde sie von den Briten in Flensburg ab dem 22. Juni als Transporter in Dienst genommen und in den Firth of Forth beordert. Dort lag die Oceana bis in den Oktober 1945 vor Anker und nahm die Besatzungen der von den Briten beschlagnahmten und in den Firth of Forth dirigierten deutschen Schiffe auf. Am 13. Oktober 1945 erlitt sie nahe Helgoland mit den deutschen Internierten an Bord auf dem Heimattransport nach Hamburg bei der Position 54° 0′ N, 7° 52′ O einen Minentreffer. Sie wurde eingeschleppt und in Hamburg repariert und sollte als Empire Tarne wieder in Dienst kommen.
1946 wurde sie jedoch an die Sowjetunion abgegeben. Umbenannt in Sibir,  wurde das Schiff als eines der ersten Großschiffe in Warnemünde repariert und mit einer Eisverstärkung versehen. Im Oktober 1948 lief sie als Truppentransporter nach Wladiwostok im Fernen Osten aus. Dort diente als Depotschiff an der Pazifikküste. Die ehemalige Sierra Salvada wurde 1958 aufgelegt und 1963 verschrottet.